# Ножема
Но́жема — река в Бабаевском районе Вологодской области России, левая составляющая Суды (бассейн Волги).
Вытекает из Нажмозера на северо-западе Пяжозерского сельского поселения, течёт в основном на юго-восток по территории Пяжозерского сельского поселения и в деревне Морозово Центрального сельского поселения, сливаясь с Колошмой, образует Суду. Длина реки составляет 77 км, площадь водосборного бассейна — 906 км².

Бассейн Рыбинского водохранилища и Белого озера

Основные притоки от истока к устью: Пажинручей, Кивойручей (левые), Сенной ручей (правый), Сондольский ручей (левый), Пяжелка (правый), Пуганцы (левый).
Населённые пункты на берегах от истока к устью: Верхняя Ножема (нежилой), Заречье, Пяжелка, Нижняя Ножема, Шилово, Давыдово, Тарасово, Апучево, Петраково, Пестово (нежилой), Морозово.

## Данные водного реестра
По данным государственного водного реестра России относится к Верхневолжскому бассейновому округу, водохозяйственный участок реки — Суда от истока и до устья, речной подбассейн реки — Реки бассейна Рыбинского водохранилища. Речной бассейн реки — (Верхняя) Волга до Куйбышевского водохранилища (без бассейна Оки).
Код объекта в государственном водном реестре — 08010200212110000007463.